# Међународни фонд за пољопривредни развој
Међународни фонд за пољопривредни развој, ИФАД (енгл. International Fund for Agricultural Development) је специјализована агенција Уједињених нација, основана као међународна финансијска институција 1977. године, као један од главних последица Светска конференција о храни 1974. године. ИФАД је посвећена искорењивању сиромаштва руралних крајева у земљама у развоју. Седамдесет и пет одсто људи у свету са примањима мањим од долара дневно живи у руралним областима у земљама у развоју, али само 4% од званичне развојне помоћи одлази на пољопривреду.
Стратешка политика ИФАД-а је одређена Стратешким оквиром за ИФАД за период 2007-2010: Помагање сиромашних у руралним крајевима у циљу превазилажења сиромаштва. Седиште организације је у Риму.

## Циљеви
ИФАД ће осигурати да сиромашни људи у руралним крајевима имају бољи приступ, као и вештине и организација које су им потребне како би искористили предности:
- Природних богатстава, посебно сигурног приступа земљишту и води, и бољег управљања природним ресурсима и праксе очувања средине
- Побољшане пољопривредне технологије и ефикаснијих услуга производње
- Широког спектра финансијских услуга
- Транспарентног и конкурентног тржишта за пољопривредна средства и производе
- Могућности за рурално запошљавање ван фарми и развоја предузећа
- Локалне и националне политике и процеса планирања

Све одлуке ИФАД-а имају ове принципе и циљеве на уму. Као што се види у стратешком оквиру, ИФАД-а се залаже за постизање Миленијумских циљева развоја, нарочито циља преполовљавања процента гладних и екстремно сиромашних људи до 2015.
У основи тих циљева је ИФАД-ово уверење да је потребно да сиромашни у руралним срединама буду оснажени да воде споствени развој, ако се жели искорењивање сиромаштва. Сиромашни људи морају бити у стању да развију и ојачају сопствене организације, тако да могу да унапреде своје сопствене интересе и превазиђу препреке које их спречавају од циља стварања бољег живота за себе. Они морају бити у стању да имају право гласа у одлукама и политици која утиче на њихове животе, и они морају да ојачају своју преговарачку моћ на тржишту.

## Чланство
Чланство у ИФАД-а је отворено за сваку државу која је чланица Уједињених нација или њених специјализованих агенција или Међународне агенције за атомску енергију. Управни савет ИФАД-а, са 166 земаља чланица, је највиши орган за доношење одлука, и сваку представља гувернер и помоћник гувернера. Савет се састаје једном годишње. Извршни одбор, задужен за надгледање општих операција ИФАД-а и одобравање кредита и донација, састоји се од 18 чланова и 18 помоћних чланова. Председник, који служи на четири године (једном обновљив мандат), је ИФАД-ов главни извршни директор и председник Извршног одбора. Тренутни, и пети по реду, председник је Канајо Ф. Нванзе, који је изабран за први мандат од четири године у 2009.
Чланови ИФАД-а су 163 земље чланице УН-а, уз Кукова острва и Нијуе, и оне се класификују на следећи начин: Листа A (пре свега земаље чланице ОЕЦД-а), Листа B (првенствено чланице ОПЕК-а) и Листа C (земље у развоју). Листа C је даље подељена у подлисте C1 (земље у Африци), подлисту  (земље у Европи, Азији и Пацифику), и подлисту  (земље у Латинској Америци и на Карибима).
Потписници или државе касније одобрене за чланство, који још нису завршиле своје ратификационе процедуре су: Бахами (одобрена пд 2008), Маршалска Острва (одобрена од 2009) и Јемен (потписник од 1977).
Друге земље које нису чланице су: Андора, Аустралија, Бахреин, Белорусија, Бугарска, Чешка Република, Естонија, Мађарска, Летонија, Лихтенштајн, Литванија, Микронезија, Монако, Црна Гора, Науру, Палау, Пољска, Русија, Сан Марино, Србија, Сингапур, Словачка, Словенија, Туркменистан, Тувалу, Украјина, Узбекистан, Вануату, Ватикан и државе са ограниченим признањем.

## Статус руралног сиромаштва
Упркос побољшањима током последњих 10 година која су извукла више од 350 милиона људи из екстремног руралних сиромаштва, глобално сиромаштво и даље остаје велики и претежно рурални феномен. ИФАД је недавно објавио извештај о руралном сиромаштву у 2011. години где се каже да је, током протекле деценије, укупна стопа екстремног сиромаштва у руралним подручјима земаља у развоју опала са 48 одсто на 34 одсто, на челу са драматичним побољшањима у источној Азији. Али, извештај такође указује на истрајност сиромаштва у руралним подручјима субсахарске Африке и Јужне Азије.